# Psilochalcis hespenheidei
Psilochalcis hespenheidei är en stekelart som först beskrevs av Boucek 1984.  Psilochalcis hespenheidei ingår i släktet Psilochalcis och familjen bredlårsteklar. Inga underarter finns listade i Catalogue of Life.